# 앤디 윌킨슨
앤드루 고든 윌킨슨(Andrew Gordon Wilkinson, 1984년 8월 6일 ~ )는 잉글랜드의 전 축구 선수로, 포지션은 라이트백이다.